# Acropyga goeldii
Acropyga goeldii är en myrart som beskrevs av Auguste-Henri Forel 1893. Acropyga goeldii ingår i släktet Acropyga och familjen myror.

## Underarter
Arten delas in i följande underarter:
- A. g. columbica
- A. g. goeldii
- A. g. tridentata

## Bildgalleri

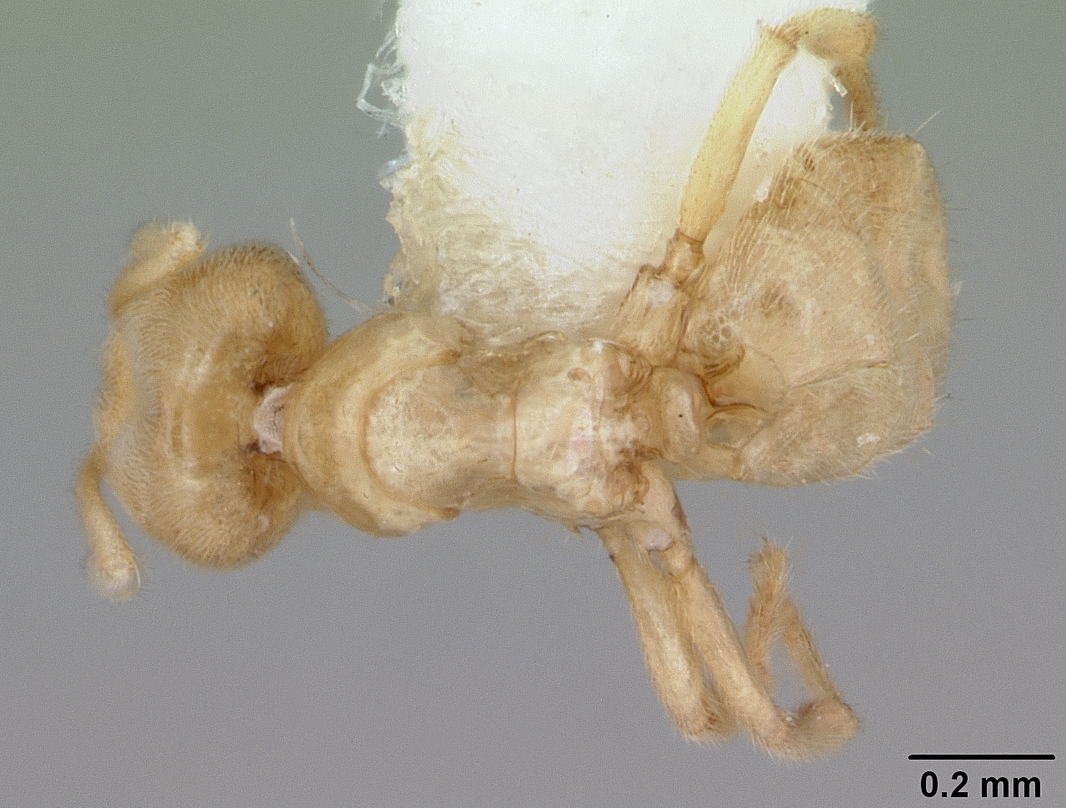
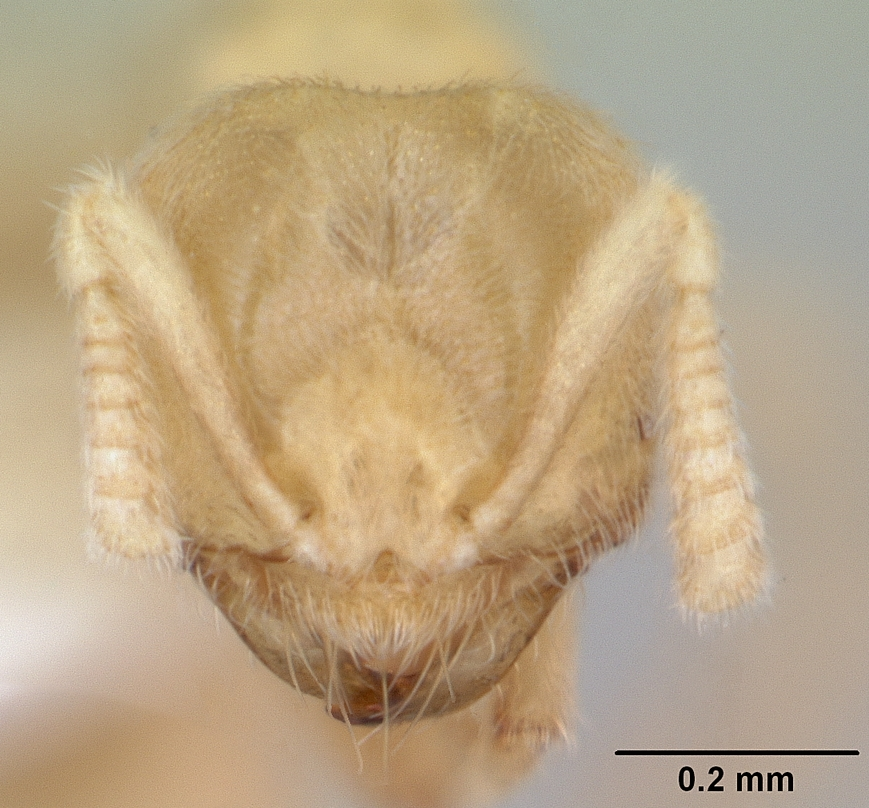
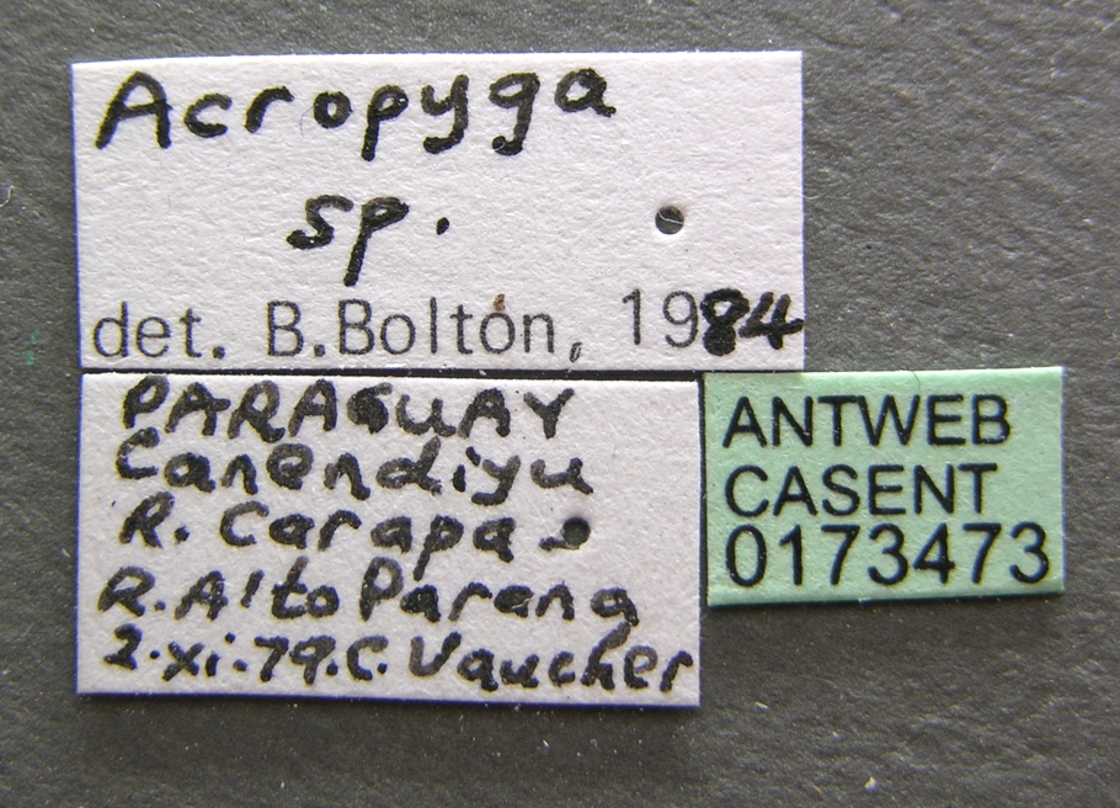
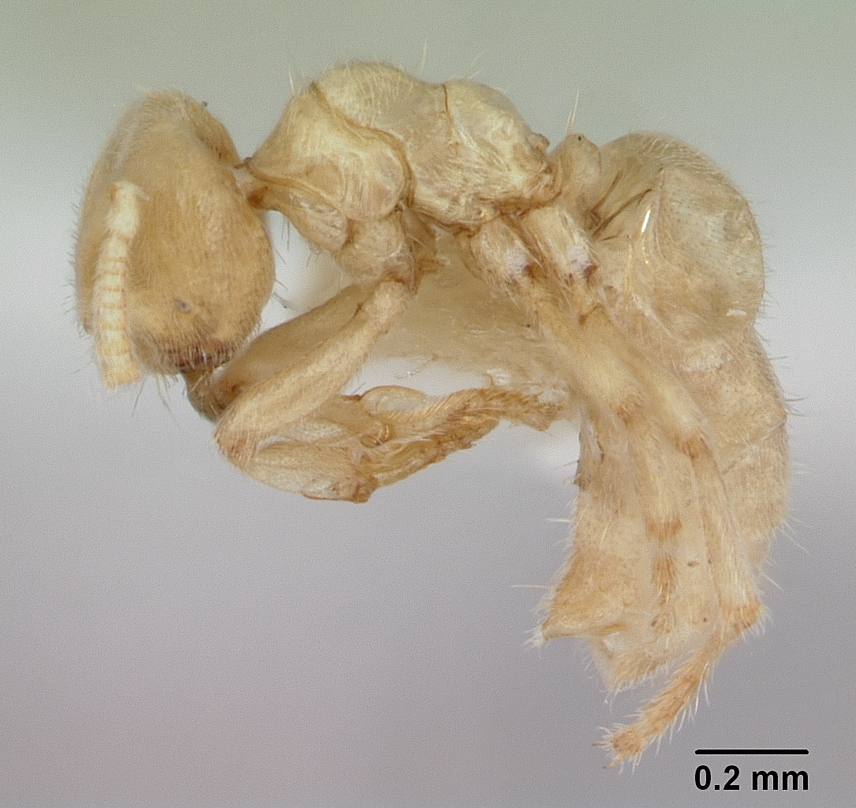